# J.League Division 1 2012
Die J.League Division 1 2012 war die 20. Spielzeit der höchsten Division der japanischen J.League und die vierzehnte unter dem Namen Division 1. An ihr nahmen achtzehn Vereine teil. Die Saison begann am 10. März und endete am 1. Dezember 2012.
Die Meisterschaft wurde von Sanfrecce Hiroshima gewonnen; für das Team aus West-Honshu war es der erste J.League-Titel und die insgesamt sechste japanische Meisterschaft. Für die AFC Champions League 2013 platzierten sich neben Sanfrecce der Zweite Vegalta Sendai und der Dritte Urawa Red Diamonds. Direkte Absteiger in die Division 2 2013 waren der Tabellensechzehnte Vissel Kōbe, der Siebzehnte Gamba Osaka – trotz eines positiven Torverhältnisses – sowie Tabellenschlusslicht Consadole Sapporo.

## Modus
Wie in der Vorsaison standen sich die Vereine im Rahmen eines Doppelrundenturniers zweimal, je einmal zuhause und einmal auswärts, gegenüber. Für einen Sieg gab es drei Punkte, bei einem Unentschieden erhielt jede Mannschaft einen Zähler. Die Abschlusstabelle wurde also nach den folgenden Kriterien erstellt:
1. Anzahl der erzielten Punkte
2. Tordifferenz
3. Erzielte Tore
4. Ergebnisse der Spiele untereinander
5. Entscheidungsspiel oder Münzwurf

Der Verein mit dem besten Ergebnis am Ende der Saison errang den japanischen Meistertitel. Die besten drei Teams qualifizierten sich für die AFC Champions League 2013, sollte eine dieser Mannschaften zusätzlich den Kaiserpokal 2012 gewinnen, rückte der Viertplatzierte nach. Die drei schlechtesten Mannschaften stiegen in die J.League Division 2 2013 ab.

## Teilnehmer
Insgesamt nahmen achtzehn Mannschaften an der Spielzeit teil. Hierbei verließen der Ventforet Kofu, Avispa Fukuoka und Montedio Yamagata als schlechteste Teams der Vorsaison die Liga in Richtung Division 2 2012; Ventforet und Avispa kehrten beide nach nur einem Jahr in die Division 2 zurück, während Montedio eine dreijährige Zugehörigkeit zur Division 1 beendete.
Ersetzt wurden die drei Absteiger durch die besten drei Vereine der J.League Division 2 2011. Meister FC Tokyo konnte den Abstieg aus dem Oberhaus am Ende der Saison 2010 sofort reparieren, der Drittplatzierte Consadole Sapporo kehrte nach drei Jahren Division 2 zum dritten Mal in die Division 1 zurück. Zwischen Tokyo und Consadole platzierte sich Sagan Tosu, die nach dreizehn Jahren in der Division 2 den ersten Aufstieg in die Division 1 schafften.
| Verein              | Stadt/Region                   |
| ------------------- | ------------------------------ |
| Albirex Niigata     | Niigata und Seirō, Niigata     |
| Cerezo Osaka        | Osaka, Osaka                   |
| Consadole Sapporo   | Sapporo, Hokkaidō              |
| Gamba Osaka         | Suita, Osaka                   |
| Júbilo Iwata        | Iwata, Shizuoka                |
| Kashima Antlers     | Kashima, Ibaraki               |
| Kashiwa Reysol      | Kashiwa, Chiba                 |
| Kawasaki Frontale   | Kawasaki, Kanagawa             |
| Nagoya Grampus      | Nagoya, Aichi                  |
| Ōmiya Ardija        | Saitama, Saitama               |
| Sagan Tosu          | Tosu, Saga                     |
| Sanfrecce Hiroshima | Hiroshima, Präfektur Hiroshima |
| Shimizu S-Pulse     | Shizuoka, Shizuoka             |
| FC Tokyo            | Tokio                          |
| Urawa Red Diamonds  | Saitama, Saitama               |
| Vegalta Sendai      | Sendai, Miyagi                 |
| Vissel Kōbe         | Kōbe, Hyōgo                    |
| Yokohama F. Marinos | Yokohama, Kanagawa             |

## Trainer
| Verein              | Cheftrainer                                             |
| ------------------- | ------------------------------------------------------- |
| Consadole Sapporo   | Nobuhiro Ishizaki                                       |
| Vegalta Sendai      | Makoto Teguramori                                       |
| Kashima Antlers     | Jorginho                                                |
| Urawa Reds          | Michael Petrović                                        |
| Omiya Ardija        | Jun Suzuki → Takeyuki Okamoto → Zdenko Verdenik         |
| Kashiwa Reysol      | Nelsinho Baptista                                       |
| FC Tokyo            | Ranko Popović                                           |
| Kawasaki Frontale   | Naoki Sōma → Tatsuya Mochizuki → Yahiro Kazama          |
| Yokohama F. Marinos | Yasuhiro Higuchi                                        |
| Albirex Niigata     | Hisashi Kurosaki → Nobuhiro Ueno → Masaaki Yanagishita  |
| Shimizu S-Pulse     | Afshin Ghotbi                                           |
| Júbilo Iwata        | Hitoshi Morishita                                       |
| Nagoya Grampus      | Dragan Stojković                                        |
| Gamba Osaka         | José Carlos Serrão → Masanobu Matsunami                 |
| Cerezo Osaka        | Sérgio Soares → Levir Culpi                             |
| Vissel Kobe         | Masahiro Wada → Ryō Adachi → Akira Nishino → Ryō Adachi |
| Sanfrecce Hiroshima | Hajime Moriyasu                                         |
| Sagan Tosu          | Yoon Jong-hwan                                          |

## Spieler
| Verein              | Spieler |
| ------------------- | --- |
| Consadole Sapporo   | Takahiro Takagi (3/0), Takuma Hidaka (19/3), Jade North (21/0), Ryūji Kawai (25/0), Masaki Yamamoto (25/3), Shunsuke Iwanuma (30/0), Jumpei Takaki (17/2), Makoto Sunakawa (17/0), Masashi Nakayama (1/0), Hiroki Miyazawa (23/0), Shunsuke Maeda (14/1), Yoshihiro Uchimura (27/2), Hiroyuki Furuta (28/4), Lee Ho-seung (10/0), Yasuaki Okamoto (30/0), Hironobu Haga (9/0), Quirino (7/0), Toshiyasu Takahara (10/0), Yōsuke Mikami (2/0), Hideo Ōshima (20/0), Junki Yokono (1/0), Kazuki Kushibiki (11/0), Shin’ya Uehara (11/3), Takuma Arano (3/0), Tatsuki Nara (22/1), Tetsu Sugiyama (11/0), Takayuki Mae (15/0), Yūsuke Kondō (21/1), Shōta Sakaki (12/2), Kazunari Okayama (5/0), Ramon (10/1), Tele (5/0), Kim Jae-hoan (9/0) |
| Vegalta Sendai      | Jirō Kamata (31/3), Kōdai Watanabe (18/1), Makoto Kakuda (28/0), Hiroaki Okuno (2/0), Toshihiro Matsushita (26/1), Takayuki Nakahara (16/2), Ryang Yong-gi (27/3), Kunimitsu Sekiguchi (28/3), Atsushi Yanagisawa (16/2), Sacconi (1/0), Yoshiaki Ōta (34/4), Takuto Hayashi (34/0), Shingo Tomita (29/2), Wilson (32/13), Yūki Mutō (13/1), Toshihiko Uchiyama (8/1), Naoya Tamura (26/1), Shingo Akamine (30/14), Naoki Sugai (30/5), Park Ju-sung (23/0), Taikai Uemoto (22/1), Kōji Hachisuka (1/0) |
| Kashima Antlers     | Daiki Iwamasa (32/3), Kazuya Yamamura (18/1), Alex (5/0), Kōji Nakata (5/0), Tōru Araiba (31/0), Juninho (27/3), Yūya Ōsako (32/9), Masashi Motoyama (17/3), Dutra (27/8), Shinzō Kōroki (30/11), Chikashi Masuda (14/0), Takeshi Aoki (28/0), Takuya Honda (8/0), Ryūta Sasaki (1/0), Hideya Okamoto (5/0), Gaku Shibasaki (31/1), Hitoshi Sogahata (34/0), Daigo Nishi (30/1), Gen Shōji (9/0), Yasushi Endō (32/6), Takahide Umebachi (4/0), Shōma Doi (4/0), Renato (14/2), Mitsuo Ogasawara (31/2) |
| Urawa Reds          | Keisuke Tsuboi (33/0), Tomoya Ugajin (24/2), Nobuhisa Yamada (8/0), Tsukasa Umesaki (33/7), Yōsuke Kashiwagi (30/6), Marcio Richardes (31/9), Tatsuya Tanaka (7/0), Kōji Noda (12/0), Keita Suzuki (31/2), Tadaaki Hirakawa (31/1), Sergio Escudero (1/0), Popo (21/3), Mitsuru Nagata (29/0), Nobuhiro Katō (34/0), Tomoaki Makino (33/6), Despotovic (11/1), Yūki Abe (34/4), Genki Haraguchi (32/6), Mizuki Hamada (13/0), Shūto Kojima (12/0), Shin’ya Yajima (8/0), Naoki Yamada (2/0) |
| Omiya Ardija        | Takashi Kitano (24/0), Kōsuke Kikuchi (33/2), Hiroyuki Kōmoto (13/0), Yūki Fukaya (11/0), Carlinhos (29/3), Takuya Aoki (34/4), Kōta Ueda (12/0), Keigo Higashi (26/1), Cho Young-cheol (30/4), Rafael (15/2), Zlatan (12/4), Daigō Watanabe (31/3), Shūsuke Tsubouchi (5/0), Jun Kanakubo (16/1), Hayato Hashimoto (1/0), Novakovic (12/5), Kim Young-gwon (13/0), Kōji Ezumi (11/0), Takumi Shimohira (34/0), Shin Kanazawa (17/1), Norio Suzuki (1/0), Kazuhiro Murakami (14/0), Masahiko Ichikawa (1/0), Shintarō Shimizu (6/1), Daisuke Watabe (25/2), Yū Hasegawa (30/5), Yōsuke Kataoka (11/0) |
| Kashiwa Reysol      | Naoya Kondō (26/2), Hiroki Sakai (15/1), Tatsuya Masushima (30/4), Daisuke Nasu (23/0), Hidekazu Ōtani (31/1), Masakatsu Sawa (26/6), Hideaki Kitajima (5/1), Leandro Domingues (28/10), Ryōhei Hayashi (3/0), Neto Baiano (11/1), Kweon Han-jin (4/1), Jorge Wagner (33/7), Kōji Inada (4/0), An Yong-hak (6/0), Jun’ya Tanaka (31/5), Masato Kudō (33/13), Akimi Barada (28/0), Takanori Sugeno (30/0), Wataru Hashimoto (25/1), Hirofumi Watanabe (5/0), Ricardo Lobo (7/0), Ryōji Fukui (3/0), Masato Fujita (14/0), Ryōichi Kurisawa (26/0), Kōki Mizuno (14/1), Ryōsuke Yamanaka (1/0) |
| FC Tokyo            | Hitoshi Shiota (4/0), Yūhei Tokunaga (31/1), Masato Morishige (33/2), Hideto Takahashi (33/1), Ken’ichi Kaga (17/0), Kōsuke Ōta (14/0), Takuji Yonemoto (27/0), Ariajasuru Hasegawa (28/3), Edmilson (10/2), Yōhei Kajiyama (26/2), Kazuma Watanabe (27/6), Sōta Hirayama (4/0), Hokuto Nakamura (11/1), Yūichi Maruyama (3/0), Hiroki Kawano (9/1), Naohiro Ishikawa (28/5), Yōhei Ōtake (3/0), Shūichi Gonda (31/0), Naotake Hanyū (13/0), Yōhei Hayashi (1/0), Kentarō Shigematsu (1/0), Sōtan Tanabe (18/3), Shūto Kōno (3/0), Jang Hyun-soo (14/2), Nemanja Vucicevic (13/6), Kenta Mukuhara (19/1), Hirotaka Mita (1/0), Tatsuya Yazawa (20/1), Lucas (34/10)                                                                        |
| Kawasaki Frontale   | Rikihiro Sugiyama (5/0), Hiroki Itō (14/1), Yūsuke Tanaka (29/4), Yūsuke Igawa (21/0), Jeci (15/1), Yūsuke Tasaka (16/3), Masaru Kurotsu (3/0), Takanobu Komiyama (7/0), Takurō Yajima (20/7), Renato (29/10), Yū Kobayashi (26/6), Kōji Yamase (17/2), Kengo Nakamura (34/5), Yūki Sanetō (26/2), Jumpei Kusukami (28/5), Rui Komatsu (12/0), Kōsei Shibasaki (8/0), Jun’ichi Inamoto (20/0), Yōhei Nishibe (28/0), Akito Fukumori (3/0), Kyōhei Noborizato (16/2), Yūdai Tanaka (3/0), Rene Santos (4/0), Shunsuke Andō (1/0), Jun’ichi Tanaka (3/0), Ryōta Ōshima (20/3), Kōki Kazama (16/0), Shun Morishita (12/0), Kōya Kazama (10/0), Kyōtarō Yamakoshi (13/0)                                                                       |
| Yokohama F. Marinos | Tetsuya Enomoto (7/0), Yūzō Kurihara (31/0), Dutra (29/0), Shōhei Ogura (4/0), Shingō Hyōdō (34/4), Kōsuke Nakamachi (20/1), Masashi Ōguro (25/2), Yūji Ono (33/2), Manabu Saitō (29/6), Yūzō Kobayashi (30/0), Kenta Kanō (4/0), Yūsuke Higa (1/0), Rei Matsumoto (13/0), Marquinhos (22/10), Kentarō Moriya (4/0), Hiroki Iikura (28/0), Yūji Nakazawa (33/3), Shō Matsumoto (3/0), Takashi Kanai (16/1), Shunsuke Nakamura (31/6), Naoaki Aoyama (7/0), Seitarō Tomisawa (26/4), Andrew Kumagai (10/1), Hiroyuki Taniguchi (25/3) |
| Albirex Niigata     | Takaya Kurokawa (7/0), Kentarō Ōi (14/0), Daisuke Suzuki (28/0), Naoki Ishikawa (32/1), Yūta Mikado (31/1), Seiya Fujita (24/1), Fumiya Kogure (4/0), Kishō Yano (30/2), Michael (26/4), Bruno Lopes (32/7), Shōki Hirai (21/0), Isao Homma (33/0), Kim Young-keun (2/0), Jun Uchida (5/0), Alan Mineiro (22/3), Kim Jin-su (23/1), Masaaki Higashiguchi (24/0), Atomu Tanaka (34/4), Yūsuke Murakami (30/0), Kenji Koyano (9/0), Musashi Suzuki (9/0), Noriyoshi Sakai (2/0), Hideaki Ozawa (3/0), Yoshiyuki Kobayashi (1/0), Naoya Kikuchi (18/1), Shūsuke Tsubouchi (9/2) |
| Shimizu S-Pulse     | Kaito Yamamoto (8/0), Taisuke Muramatsu (29/3), Yasuhiro Hiraoka (28/0), Calvin Jong-a-Pin (32/0), Keisuke Iwashita (12/1), Kōta Sugiyama (20/0), Alex (23/6), Takuma Edamura (4/0), Jymmy Franca (14/0), Daigo Kobayashi (17/0), Genki Ōmae (34/13), Toshiyuki Takagi (30/9), Shō Itō (11/1), Shinji Tsujio (1/0), Kōhei Hattanda (9/0), Yōsuke Kawai (32/0), Shinji Ono (14/0), Naohiro Takahara (18/1), Ryōhei Shirasaki (7/0), Tomoya Inukai (1/0), Atomu Nabeta (5/0), Yutaka Yoshida (25/0), Kang Song-ho (2/0), Akihiro Hayashi (26/0), Hideki Ishige (16/0), Lee Ki-je (33/0), Yūji Senuma (3/1), Kim Hyun-sung (12/3), Kiyotaka Miyoshi (3/0)                                                                                     |
| Júbilo Iwata        | Yoshikatsu Kawaguchi (2/0), Mitsuru Chiyotanda (7/0), Yūichi Komano (34/3), Rodrigo Souto (22/1), Yūki Kobayashi (32/2), Baek Sung-dong (12/2), Ryōhei Yamazaki (26/2), Hiroki Yamada (31/9), Takuya Matsuura (26/3), Tomohiko Miyazaki (26/1), Yūki Oshitani (4/0), Minoru Suganuma (18/2), Jō Kanazawa (5/0), Hidetaka Kanazono (5/1), Ryōichi Maeda (33/13), Shūto Yamamoto (16/1), Naoki Hatta (32/0), Shun'ya Suganuma (21/1), Kōsuke Yamamoto (23/7), Cho Byung-kuk (23/6), Ryōsuke Matsuoka (1/0), Yoshirō Abe (17/1), Akihiko Takeshige (1/0), Yoshiaki Fujita (31/1), Han Sang-woon (5/0), Yūki Kobayashi (11/0) |
| Nagoya Grampus      | Seigō Narazaki (32/0), Marcus Tulio Tanaka (33/9), Takahiro Masukawa (33/1), Shōhei Abe (29/0), Naoshi Nakamura (5/0), Jungo Fujimoto (33/2), Yoshizumi Ogawa (31/1), Keiji Tamada (25/5), Ryōta Isomura (5/0), Keiji Yoshimura (11/0), Kennedy (18/5), Yūki Maki (11/0), Kensuke Nagai (30/10), Danilson (27/3), Daniel (30/0), Yōsuke Ishibitsu (10/0), Mū Kanazaki (32/5), Ryōta Tanabe (3/0), Taishi Taguchi (25/2), Hayuma Tanaka (31/1), Makito Yoshida (2/0), Teruki Tanaka (8/0), Alessandro Santos (5/0), Yoshinari Takagi (2/0) |
| Gamba Osaka         | Yōsuke Fujigaya (28/0), Sōta Nakazawa (19/2), Kim Jung-ya (7/0), Hiroki Fujiharu (34/1), Daiki Niwa (14/0), Shigeru Yokotani (7/0), Yasuhito Endō (34/5), Hayato Sasaki (15/0), Rafinha (10/3), Leandro (15/14), Takahiro Futagawa (29/3), Paulinho (21/8), Shin’ichi Terada (9/0), Keisuke Iwashita (12/0), Shū Kurata (31/7), Yasuyuki Konno (33/2), Tomokazu Myōjin (31/1), Shōta Kawanishi (2/0), Kōtarō Ōmori (4/0), Akihiro Satō (26/11), Akira Kaji (16/0), Takuya Takei (26/2), Kenta Hoshihara (2/0), Hiroyuki Abe (18/2), Tatsuya Uchida (5/0), Atsushi Kimura (6/0), Lee Seung-yeoul (8/0), Akihiro Ienaga (12/5) |
| Cerezo Osaka        | Takahiro Ōgihara (29/2), Teruyuki Moniwa (33/0), Kōta Fujimoto (32/0), Tetsuya Funatsu (5/0), Hotaru Yamaguchi (30/2), Kim Bo-kyung (15/7), Simplicio (15/3), Hiroshi Kiyotake (16/2), Kempes (27/7), Branquinho (16/1), Ryūji Bando (17/2), Yōichirō Kakitani (30/11), Yūsuke Maruhashi (24/1), Takamitsu Yoshino (5/0), Takuma Edamura (15/4), Noriyuki Sakemoto (30/0), Tomonobu Yokoyama (9/2), Ryō Nagai (8/0), Daisuke Takahashi (13/0), Kim Jin-hyeon (34/0), Arata Kodama (3/0), Tatsuya Yamashita (9/0), Kim Song-gi (2/0), Masato Kurogi (8/0), Kazuya Murata (13/1), Takumi Minamino (3/0), Heberty (13/0), Ken’yū Sugimoto (12/1)                                                                                              |
| Vissel Kobe         | Gakuto Kondō (4/1), Takahito Sōma (32/2), Kunie Kitamoto (29/0), Hiroyuki Kōmoto (1/0), Park Kang-jo (20/0), Takuya Nozawa (33/5), Ken Tokura (25/6), Yoshito Ōkubo (26/4), Yūzō Tashiro (18/6), Keijirō Ogawa (28/9), Ryōta Morioka (20/1), Tsubasa Ōya (11/1), Takayuki Yoshida (19/1), Hideo Tanaka (27/1), Masahiko Inoha (29/0), Hiroto Mogi (21/1), Kazumichi Takagi (9/0), Lee Kwang-seon (15/1), Masatoshi Mihara (12/0), Ryō Okui (27/1), Hideo Hashimoto (24/1), Jun Kamita (3/0), Kenta Tokushige (31/0), Takuya Iwanami (2/0), Ryō Matsumura (1/0), Fernando (4/0) |
| Sanfrecce Hiroshima | Shūsaku Nishikawa (34/0), Hwang Seok-ho (18/0), Hiroki Mizumoto (34/2), Kazuhiko Chiba (33/1), Toshihiro Aoyama (34/2), Kōji Morisaki (28/7), Kazuyuki Morisaki (33/2), Naoki Ishihara (32/7), Hisato Satō (34/22), Mikic (28/0), Yōjirō Takahagi (34/4), Satoru Yamagishi (16/2), Ryūichi Hirashige (3/2), Hironori Ishikawa (20/1), Ryōta Moriwaki (33/4), Jun’ya Ōsaki (12/1), Sena Inami (1/0), Kōhei Shimizu (24/4), Gakuto Notsuda (5/0), Shinji Tsujio (5/0), Tsukasa Shiotani (3/0), Kōji Nakajima (2/1) |
| Sagan Tosu          | Taku Akahoshi (30/0), Kōsuke Kitani (4/0), Keita Isozaki (26/0), Teruaki Kobayashi (26/2), Kim Kun-hwan (31/1), Tomotaka Okamoto (26/0), Keisuke Funatani (2/0), Kōta Mizunuma (33/5), Tozin (23/3), Kim Min-woo (31/2), Yōhei Toyoda (33/19), Tatsurō Okuda (4/0), Yūsuke Inuzuka (4/0), Naoyuki Fujita (33/6), Ryūhei Niwa (33/0), Ryūnosuke Noda (17/4), Shōhei Okada (19/0), Yeo Sung-hye (27/1), Kei Ikeda (26/3), Ryōta Hayasaka (21/0), Tatsuya Sakai (2/0), Kōki Kiyotake (2/0), Yoshiki Takahashi (16/0), Shōhei Kishida (1/0), Kōhei Kuroki (3/0) |

## Statistik

### Tabelle
| Pl.                    | Verein                | Sp. | S  | U  | N  | Tore    | Diff. | Punkte |
| ---------------------- | --------------------- | --- | -- | -- | -- | ------- | ----- | ------ |
| 1.                     | Sanfrecce Hiroshima   | 34  | 19 | 7  | 8  | 063:340 | +29   | 64     |
| 2.                     | Vegalta Sendai        | 34  | 15 | 12 | 7  | 059:430 | +16   | 57     |
| 3.                     | Urawa Red Diamonds    | 34  | 15 | 10 | 9  | 047:420 | +5    | 55     |
| 4.                     | Yokohama F. Marinos   | 34  | 13 | 14 | 7  | 044:330 | +11   | 53     |
| 5.                     | Sagan Tosu (N)        | 34  | 15 | 8  | 11 | 048:390 | +9    | 53     |
| 6.                     | Kashiwa Reysol (M)    | 34  | 15 | 7  | 12 | 057:520 | +5    | 52     |
| 7.                     | Nagoya Grampus        | 34  | 15 | 7  | 12 | 046:470 | −1    | 52     |
| 8.                     | Kawasaki Frontale     | 34  | 14 | 8  | 12 | 051:500 | +1    | 50     |
| 9.                     | Shimizu S-Pulse       | 34  | 14 | 7  | 13 | 039:400 | −1    | 49     |
| 10.                    | FC Tokyo (N, P)       | 34  | 14 | 6  | 14 | 047:440 | +3    | 48     |
| 11.                    | Kashima Antlers       | 34  | 12 | 10 | 12 | 050:430 | +7    | 46     |
| 12.                    | Júbilo Iwata          | 34  | 13 | 7  | 14 | 057:530 | +4    | 46     |
| 13.                    | Ōmiya Ardija          | 34  | 11 | 11 | 12 | 038:450 | −7    | 44     |
| 14.                    | Cerezo Osaka          | 34  | 11 | 9  | 14 | 047:530 | −6    | 42     |
| 15.                    | Albirex Niigata       | 34  | 10 | 10 | 14 | 029:340 | −5    | 40     |
| 16.                    | Vissel Kōbe           | 34  | 11 | 6  | 17 | 041:500 | −9    | 39     |
| 17.                    | Gamba Osaka           | 34  | 9  | 11 | 14 | 067:650 | +2    | 38     |
| 18.                    | Consadole Sapporo (N) | 34  | 4  | 2  | 28 | 025:880 | −63   | 14     |
| Stand: Ende der Saison |                       |     |    |    |    |         |       |        |

Nach Ende der Saison:
| Zum Saisonende 2011: |                                                                                      |
| (M)                  | Japanischer Meister 2011: Kashiwa Reysol                                             |
| (P)                  | Japanischer Pokalsieger 2011: FC Tokyo                                               |
| (N)                  | Aufsteiger aus der J.League Division 2 2011: FC Tokyo, Sagan Tosu, Consadole Sapporo |